# Хумпердинк, Энгельберт
Энгельбе́рт Хумперди́нк (нем. Engelbert Humperdinck; 1 сентября 1854, Зигбург, Рейнская область, королевство Пруссия — 27 сентября 1921, Нойштрелиц, свободное государство Мекленбург-Штрелиц в Веймарской республике) — немецкий композитор, испытавший большое влияние творчества Рихарда Вагнера.

## Биография
Родился в семье Густава Хумпердинка (1823—1902), преподавателя Зигбургской гимназии. С детских лет увлекался музыкой, начал сочинять ребёнком. В шесть лет стал учиться игре на органе. В 1867 году написал зингшпили «Жемчужина» и «Клаудина фон Вилла Белла». В 1869 году пел в церковном хоре в Падерборне. В 1872—1876 гг. учился в Кёльнской консерватории у Фридриха Гернсхайма, затем в 1877—1879 гг. в Мюнхенской королевской школе музыки у Йозефа Райнбергера. Также брал частные уроки у Франца Лахнера. В 1879 году жил в Риме в качестве лауреата премии Мендельсона. Затем путешествовал по Италии, Франции и Испании и два года преподавал в консерватории Большого театра «Лисео» в Барселоне. В 1887 году он вернулся в Кёльн.
С января 1881 года был ассистентом Рихарда Вагнера, помогал ему в Байроте при подготовке к премьере оперы «Парсифаль». В 1890 году он был назначен профессором Консерватории Хоха во Франкфурте-на-Майне, преподавал также в вокальной школе Юлиуса Штокхаузена. В числе учеников Хумпердинка — испанский композитор баскского происхождения Андрес Исаси, композитор Лео Шпис. Он также преподавал музыку сыну Рихарда Вагнера, Зигфриду.
Имя композитора используется в качестве псевдонима эстрадного певца Арнольда Дорси с середины 1960-х гг.

## Творчество
Известен прежде всего как автор оперы «Гензель и Гретель» на сюжет сказки, написанной в стиле «Мейстерзингеров» Вагнера (1890—1893). Со временем опера стала едва ли не обязательным произведением в рождественском репертуаре немецких оперных театров.
В своё время большим успехом также пользовалась опера «Королевские дети» (нем. Königskinder; премьера состоялась в Нью-Йорке в 1910 году), первоначально задуманная как мелодрама (премьера в Мюнхене, 1897). Ныне она известна, прежде всего, как пример первого в истории использования приёма Sprechstimme (нечто среднее между декламацией текста и пением), который позже взяли на вооружение Шёнберг, Берг и другие композиторы-авангардисты.
Помимо этого, Хумпердинк написал ещё несколько опер и ряд других произведений для театра (в частности, музыку к театральным постановкам «Лягушек» и «Лисистраты» Аристофана, нескольких пьес Шекспира, «Синей птицы» Мориса Метерлинка).